# Micoureus
Micoureus és un subgènere de didèlfids del gènere Marmosa, anteriorment classificat com a gènere a part. La majoria de les espècies que formen aquest grup tenen el pelatge dorsal de color marró grisenc. Les urpes de les potes anteriors són més grosses que en el subgènere Marmosa. Els mascles adults tenen tubercles carpians medians i laterals. Micoureus conté les espècies més grosses de Marmosa. Per exemple, M. rutteri té una llargada de cap a gropa de fins a 251 mm i un pes de fins a 28 g. Tanmateix, la variabilitat de mida entre les diferènts espècies d'aquest subgènere és força important. Viuen a Centreamèrica i Sud-amèrica.